# Ussita
Ussita is een gemeente in de Italiaanse provincie Macerata (regio Marche) en telt 434 inwoners (31-12-2004). De oppervlakte bedraagt 55,3 km², de bevolkingsdichtheid is 8 inwoners per km².

## Demografie
Ussita telt ongeveer 227 huishoudens. Het aantal inwoners daalde in de periode 1991-2001 met 7,2% volgens cijfers uit de tienjaarlijkse volkstellingen van ISTAT.
| Jaar | Inwoneraantal |
| ---- | ------------- |
| 1991 | 459           |
| 2001 | 426           |

## Geografie
De gemeente ligt op ongeveer 744 m boven zeeniveau.
Ussita grenst aan de volgende gemeenten: Acquacanina, Bolognola, Castelsantangelo sul Nera, Montefortino (AP), Pieve Torina, Visso.